# Delilahs
Die Delilahs sind eine Schweizer Pop-Punk-Band aus Zug. 

## Geschichte
2003 trafen sich Isabella Eder und Muriel Rhyner an ihrer Schule. Muriel Rhyner, damals noch aktiv in ihrer ersten Band Attic (zusammen mit ihrem Bruder Philipp), gründete mit Isabella Eder und der ersten Schlagzeugerin Sonja Zimmerli 2005 die The Delilahs. 2006 und 2007 spielte die Band in dieser Besetzung über 180 Konzerte in der Schweiz, England, Belgien, Deutschland und Frankreich. Ihr 3. Konzert war ein Supportact für Stereophonics im Zürcher X-tra. In dieser Formation spielte die Band Konzerte mit verschiedenen internationalen Bands wie Maxïmo Park, Black Rebel Motorcycle Club und Sons and Daughters. Nebst einer grossen Clubtour kamen auch viele Festivals dazu: Open Air St. Gallen, Gurtenfestival, Heitere Open Air, Greenfield Festival, LoveBox Festival London, Dour Festival in Belgien, Europavox in Frankreich, Eurosonic in Groningen in  Holland und Great Escape Brighton. Die erste Single This Is It wurde auf mehreren nationalen sowie auch internationalen Radiostationen gespielt.
Schlagzeugerin Sonja Zimmerli verliess Ende 2007 die Band um sich neuen Zielen zu widmen. Nach einem Rechtsstreit mit ihrem damaligen Management trennte sich die Band im selben Jahr vom Manager und vom The im Bandnamen. Im Frühjahr 2008 veröffentlichten Delilahs mit If We Don’t Shout auf dem Schweizer Indielabel Little Jig Records ihre erste EP. Das Mini-Album wurde von Delilahs selbst produziert und in kurzer Zeit eingespielt. Die Single Bring me love back wurde von den wichtigsten Schweizer Radiostationen im Tagesprogramm gespielt. Für ein Jahr spielte Michaela Baldinger bis im Sommer 2009 das Schlagzeug. Am 13. März 2009 veröffentlichten die Delilahs, jetzt zum ersten Mal mit männlicher Unterstützung am Schlagzeug durch den Berner Daniel Fischer, ihr erstes Album Delilahs auf dem Berner Indielabel CHOP Records. Daniel Fischer stiess erst 2 Monate vor Albumproduktion zur Band, nachdem man sich an einem Konzert mit ihm als DJ  kennengelernt hatte. Küse Fehlmann, Gitarrist der Schweizer Top-Band Züri West, war Produzent des Erstlings. Die Single B Like Banana und der dazugehörige Videoclip rotierten auf den nationalen Stationen.
Gitarrist Philipp Rhyner, Muriel’s Bruder und Mitglied ihrer ersten gemeinsamen Band Attic, stiess im Frühling 2009 zuerst als Live-Unterstützung, später dann aber als fixes Mitglied zu den Delilahs. Die Band spielte seither in unveränderter Formation über 100 Konzerte im In- und Ausland. Ende 2009 begleitete Delilahs als Vorgruppe die deutsche Band The BossHoss auf ihrer Tournee durch die Schweiz und Deutschland. Ab 2010 widmete sich die Band der Produktion ihres zweiten Albums „Greetings From Gardentown“, welches am 20. Januar 2012 erschienen ist. 

## Diskografie
Alben
- If We Don’t Shout (EP, 2008)
- Delilahs (2009)
- Greetings from Gardentown (2012)
- Past True Lust (2014)
- Ideal (2018)

Singles
- This Is It (2006)
- Let’s Tango (2006)
- Bring Me Love Back (2008)
- B Like Banana (2009)
- Heroes in Heels (2011)
- Melting Gaze (2011)
- Queen (2014)
- Wasteland (2014)
- Danny’s Song (2015)
- Flesh & Blood (2016)
- Bricks (The Outsider) (2017)
- Ideal (2018)
- This Is Our Time (2018)

Sonstige Veröffentlichungen
- Ends (2012) (Kompilationsbeitrag Bock uf Rock Vol. 5)[2] (BMMP)